# Andtjärnen (Åre socken, Jämtland)
Andtjärnen är en sjö i Åre kommun i Jämtland och ingår i Indalsälvens huvudavrinningsområde. Sjön har en area på 0,217 kvadratkilometer och ligger 564,8 meter över havet.

## Delavrinningsområde
Andtjärnen ingår i det delavrinningsområde (704769-134976) som SMHI kallar för Inloppet i Väster-Noren. Medelhöjden är 636 meter över havet och ytan är 11,54 kvadratkilometer. Räknas de 17 avrinningsområdena uppströms in blir den ackumulerade arean 139,31 kvadratkilometer. Mellanån (Sågån) som avvattnar avrinningsområdet har biflödesordning 3, vilket innebär att vattnet flödar genom totalt 3 vattendrag innan det når havet efter 340 kilometer. Avrinningsområdet består mestadels av skog (54 procent) och kalfjäll (36 procent). Avrinningsområdet har 0,22 kvadratkilometer vattenytor vilket ger det en sjöprocent på 1,9 procent.